# آفتاب‌سوختگی
آفتاب سوختگی (به انگلیسی: Sunburnt) نوعی التهاب پوستی است که در اثر مجاورت طولانی مدّت در آفتاب یا سایر منابع پرتو فرابنفش حاصل می‌شود. این سوختگی در اثر پرتو فرابنفش موجود در نور خورشید یا دستگاه‌های برنزه‌کننده (سولاریوم) به‌وجود می‌آید.
از نشانه‌های آن می‌توان سرخی بیش از حد پوست، دردناک شدن و گاهی ایجاد تاول را نام برد.
آفتاب سوختگی هنگامی رخ می‌دهد که مقدار تابش اشعه خورشید یا سایر منابع نوری حاوی پرتو فرابنفش بیش از توانایی رنگدانه محافظت‌کننده پوست بدن یعنی ملانین باشد.

## آسیب‌ها
آفتاب سوختگی شدید به همان اندازه سوختگی حرارتی وخیم است و ممکن است همان اثرات عمومی مانند تاول زدن، ورم و تب را داشته باشد؛ بنابراین نباید آفتاب سوختگی را بی‌اهمیت انگاشت.
هرسال بسیاری از افراد در نتیجه قرار گرفتن در معرض نور شدید خورشید فوت می‌کنند و میلیون‌ها نفر دچار آفتاب‌سوختگی می‌شوند.
آفتاب‌سوختگی برخلاف سوختگی حرارتی فوراً تظاهر نمی‌کند.
بنابراین هنگامی که دردناکی و قرمزی پوست شروع می‌شود، آسیب پوستی از قبل رخ داده‌است. درد در ۶ تا ۴۸ ساعت ابتدایی پس از قرار گرفتن در معرض آفتاب شدید بیشترین شدت را دارد. در موارد شدید ممکن است پوست تاول بزند. تورم پوست، به خصوص پاها شایع است.
سمومی در بدن به علت آفتاب سوختگی آزاد می‌شوند و باعث ایجاد تب به صورت یک علامت معمول می‌شوند. پوسته ریزی معمولاً سه تا هشت روز پس از قرارگرفتن در معرض آفتاب شدید رخ می‌دهد.

### سرطان، آب مروارید و آسیب‌های دراز مدت
عواقب درازمدت سال‌های متوالی قرار گرفتن در معرض نور تند خورشید نیز مهم هستند.
یک بار آفتاب سوختگی همراه با تاول زدن پوست احتمال سرطان سلول‌های رنگی پوست (ملانوسیت‌ها) را که ملانوم نامیده می‌شود دو برابر می‌کند. قرار گرفتن مداوم در معرض نور خورشید باعث پیری زودرس پوست و ایجاد چین و چروک در آن می‌شود. لکه‌های پیری (lentigo) نتیجه تابش نور خورشید به پوست هستند.
سرطان پوست (چه از نوع سلول پایه‌ای و چه از نوع سلول فلسی) مستقیماً با میزان قرار گرفتن در معرض آفتاب (که بر حسب دو عامل رنگدانه‌های پوست و ساعات زیر آفتاب بودن معین می‌شود) ارتباط دارد.
نهایتاً در معرض قرارگیری به نور خورشید و صدمه ناشی از پرتو فرابنفش در ایجاد آب مروارید دخیل دانسته شده‌است.

## عوامل افزایش آفتاب‌سوختگی
عواملی که حساسیت شخص را نسبت به آفتاب‌سوختگی افزایش می‌دهد عبارت‌اند از:
- در معرض آفتاب قرار گرفتن در ساعت اوج آفتاب (۱۰ صبح تا ۴ بعدازظهر) خصوصاً در نوزادان و کودکان که نسبت به بزرگسالان پوست حساس‌تری دارند.[۲]
- روشنی پوست: افراد با پوست‌های روشن با احتمال بیشتری نسبت به افراد با پوست تیره‌تر دچار آفتاب‌سوختگی می‌شوند.[۲]
- استفاده از برخی داروها از جمله بعضی از آنتی‌بیوتیک‌ها و قرص‌های ضدبارداری[۲] و همچنین برخی از مواد آرایشی.[۱]
- استفاده از روش‌های برنزه‌کردن.[۲]

## پیشگیری از آفتاب‌سوختگی

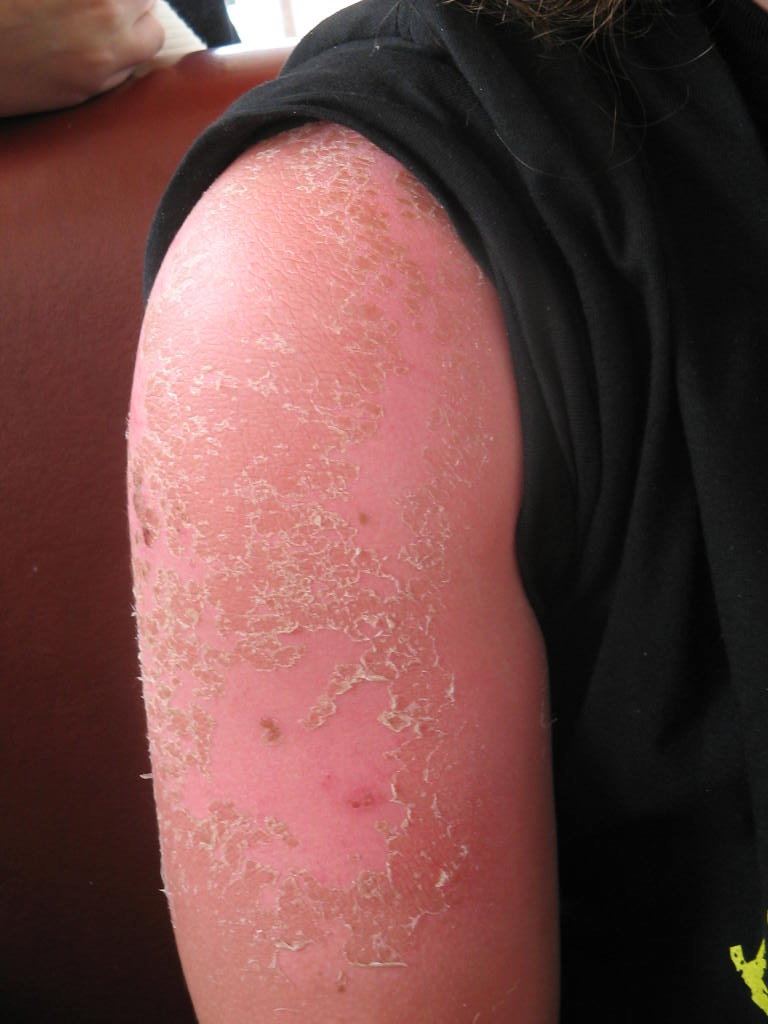
لایه‌برداری پوست پس از آفتاب‌سوختگی. آسیب‌دیدن لایه‌های پایینی روپوست سبب لایه‌برداری سریع لایه‌های بالاتر می‌شود.

کرم‌های ضدآفتاب بسیار مؤثری برای محافظت در برابر پرتوهای فرابنفش UVA و UVB (به ترتیب پرتو فرابنفش دارای طول موج بلند و کوتاه)، که اجزای نور خورشید هستند، مسئول سوختن و تغییرات سرطانی در پوست هستند.
کرم ضدآفتاب، لباس‌های پوشاننده و عینک‌های آفتابی ضد پرتو فرابنفش، همگی برای پیشگیری از قرار گرفتن در برابر نور خورشید توصیه می‌شوند. استفاده از کرم ضدآفتاب دارای فاکتور محافظتی نور خورشید (SPF) بالا توصیه می‌شود. اعداد بالاتر SPF بیانگر قدرت محافظت بیشتر کرم است. متأسفانه راهی برای «برنزه شدن بی‌خطر» در آفتاب وجود ندارد.

### تسکین دادن آفتاب‌سوختگی
اگر دچار آفتاب سوختگی شُدید:
- دوش یا حمام آب سرد بگیرید یا پارچه مرطوب و سرد روی سوختگی قرار دهید.
- کرم‌های حاوی بنزوکائین، لیدوکائین و وازلین روی پوست نمالید.[نیازمند منبع]
- اگر تاول پوستی به وجود آمده‌است، پانسمان خشک ممکن است از عفونت جلوگیری کند.[نیازمند منبع]
- اگر پوستتان تاول نزده‌است، از کرم مرطوب‌کننده برای تسکین ناراحتی استفاده کنید.[نیازمند منبع]
- داروهای مسکن مانند ایبوپروفن را برای کاهش درد مصرف کنید.[نیازمند منبع]
- مصرف اب و مایعات فراوان در دفع سموم بدن [نیازمند منبع]
- استفاده از ویتامین ای به همراه ویتامین سی در دوزهای توصیه شده روزانه جهت بهبود هرچه سریعتر پوست و بازسازی اسیب‌های وارده. [نیازمند منبع]

در صورتی که به همراه آفتاب سوختگی تب دارید یا تاول‌های پر از مایع، سرگیجه یا اشکالات بینایی به همراه آفتاب سوختگی وجود دارند، باید فوراً به پزشک مراجعه کنید.